# Procle (prefecte)
Procle (llatí: Proclus, grec antic: Πρόκλος) fou prefecte de la ciutat de Constantinoble sota Teodosi I el Gran.
Va ser executat per orde de l'emperador al desè any del seu regnat, l'any 389. Un epigrama al pedestal d'un obelisc recorda el seu èxit en aconseguir posar dret aquest monument, segons recull l'Antologia grega. La traducció llatina de l'epigrama la dona Fabricius a la Bibliotheca Graeca (vol. IX, p. 368).